# Steffen Schneider (Romanist)
Steffen Schneider (* 16. März 1970 in Zweibrücken) ist ein deutscher Romanist.

## Leben und Wirken
Nach seiner Grundschul- und Gymnasialausbildung studierte Steffen Schneider von 1991 bis 1998 an der Universität zu Köln sowie an der Università degli Studi di Genova Romanistik und Germanistik; sein Studium schloss er mit dem ersten Staatsexamen und mit der Note "sehr gut" ab. Von 1999 bis 2002 war er Stipendiat bei dem Graduiertenkolleg Pragmatisierung/Entpragmatisierung – Die Literatur im Spannungsfeld ihrer autonomen und heteronomen Bestimmungen an der Universität Tübingen.
Von 2001 bis 2004 arbeitete er als wissenschaftliche Hilfskraft am Romanistischen Seminar der Universität Tübingen, ab 2002 auch als Lehrbeauftragter. Im Jahre 2003 promovierte Schneider an der Universität Tübingen mit der Arbeit Archivpoetik. Die Funktion des Wissens in Goethes 'Faust II' zum Doktor der Philosophie. Von 2004 bis 2011 arbeitete Schneider als wissenschaftlicher Assistent für Romanische Philologie am Lehrstuhl von Maria Moog-Grünewald an der Universität Tübingen. Im Rahmen dieser Tätigkeit war er von 2004 bis 2008 wissenschaftlicher Redakteur des Lexikons „Mythenrezeption“, das als Band 5 der Supplemente des Neuen Pauly erschien.
2009 erhielt er ein Forschungsstipendium der DFG und verbrachte von 2009 bis 2010 ein Jahr am Istituto lessico intellettuale europeo des Centro nazionale di ricerca in Rom. Von 2009 bis 2012 leitete er das Wissenschaftliche Netzwerk (DFG) Aisthetik der Geister – Die Rezeption der Spirituslehren in den Künsten und der Populärkultur der Frühen Neuzeit.
2011 erlangte er mit seiner Habilitation Kosmos – Seele – Text. Formen der Partizipation und ihre literarische Vermittlung. Marsilio Ficino, Pierre de Ronsard, Giordano Bruno die Lehrbefugnis für Romanische Philologie / Literaturwissenschaft und Vergleichende Literaturwissenschaft. Für diese Habilitationsschrift erhielt er 2013 den Elise-Richter-Preis des Deutschen Romanistenverbands.
Von 2014 bis 2017 vertrat er eine Professur für Romanistische Literaturwissenschaft an der Universität Trier. Im Jahre 2015 verlieh ihm die Universität Tübingen die Bezeichnung außerplanmäßiger Professor. 2016 erhielt er einen Ruf auf die Professur für Romanische Literatur- und Kulturwissenschaft an die Karl-Franzens-Universität Graz, wo er seit 1. März 2017 am Institut für Romanistik Universitätsprofessor für Romanische Literatur- und Kulturwissenschaft ist.

## Forschungsschwerpunkte
- Literarische Mittelmeerstudien[5]
- Französische und italienische Renaissancen
- Literatur und Wissensgeschichte
- Mythenrezeption
- Mythopoetik
- Dramenpoetik

## Schriften (Auswahl)
- La memoria risorgimentale ne I vecchi e i giovani di Luigi Pirandello. In: Pirandello in un mondo globalizzato. Narrazione – Memoria – Identità. Hg. Von Domenica Elisa Cicala und Fausto De Michele. Peter Lang Verlag, Frankfurt a. M. 2020, S. 5–23
- Urteil und Komödie in der italienischen Renaissance und in Giordano Brunos Candelaio. In: Literaturwissenschaftliches Jahrbuch 60 (2019), S. 181–203
- Les sémantisations de la mer dans le roman Partir (2006) de Tahar ben Jelloun. In: Albert Göschl, Yvonne Völkl (Hg.): Observations. Beobachtungen zu Literatur und Moral in der Romania und den Amerikas. Lit. Verlag, Wien 2019, S. 321–330
- Der verlorene Sinn des Handelns. Manzonis Tragödien im europäischen Kontext. In: Manzonis Europa – Europas Manzoni/L’Europa di Manzoni – Il Manzoni dell’Europa. Hg. von Angela Oster, Francesca     Broggi-Wüthrich und Barbara Vinken. Herbert Utz Verlag, München 2017, S. 209–247
- als Hg. Aisthetics of the Spirits – Spirits in Early Modern Science, Religion, Literature and Music. V&U unipress Verlag, Göttingen/Berlin 2015 (EpiFaNIen – Frühe Neuzeit interdisziplinär, Bd. 1)
- als Hg. mit Niklas Bender und Max Grosse. Ethos und Form der Tragödie. Universitätsverlag Winter, Heidelberg 2014 (Germanisch-Romanische Monatsschrift, Beiheft 60)
- Mystik und Gewalt in Gustave Flauberts 'La Légende de saint Julien l'Hospitalier'. In: Comparatio. Zeitschrift für Vergleichende Literaturwissenschaft 7 (2015), S. 53–74.
- Die Performativität von Marsilio Ficinos „De amore“. In: Romanistisches Jahrbuch 63 (2012) [2013], S. 217–244
- als Hg. mit Niklas Bender. Objektivität und literarische Objektivierung seit 1750. Narr Verlag: Tübingen 2010 (edition lendemains 22)
- Moog-Grünewald, Maria (Hrsg.): Mythenrezeption – Die antike Mythologie in Literatur, Musik und Kunst von den Anfängen bis zur Gegenwart. J.B. Metzler Verlag, Stuttgart 2008 (= Der Neue Pauly – Supplemente, 5). Darin Artikel von Schneider:

· Helena. S. 308–317
· Leda. S. 408–412
· Paris. S. 551–556
- als Hg. mit Philipp Theisohn. Die Kabbala des Pegasus. Zugänge zu einem Text Giordano Brunos. Felix Meiner Verlag, Hamburg 2007 (Themenheft der Zeitschrift für Ästhetik und allgemeine Kunstwissenschaft, 52/1)